# Revelado de la fotografía en color
El revelado de la fotografía en color no difiere mucho del revelado de la fotografía en blanco y negro e, incluso, hoy se puede realizar en forma casera sin gran desembolso.
Basta la misma ampliadora que se usa en blanco y negro, a condición de que tenga por lo menos un cajetín para introducir filtros de color que son de plástico o celulosa. Más avanzado es el uso de cabezal de color, que viene a ser lo mismo pero con la diferencia de no tener que buscar combinaciones de filtros de tres colores en grados de cinco unidades, sino que basta mover unas ruedas para hacer filtrados en grados de 0,1 para cada uno de los tres colores básicos para el sistema sustractivo: amarillo limón, magenta y cian (azul cielo).
El laboratorio de color requiere tres cubetas: una para el revelador, otra para el blanqueador de color y otra para el humectante de papel color, también llamado conservante, producto a base de formol destinado a conservar los colores.
Se parte del problema de la temperatura de los líquidos, que no puede ser a temperatura ambiente como en negro. Hay que mantener el revelador por lo menos a unos 32 °C, lo cual ha sido el óbice para varias generaciones de fotógrafos que optaron por el laboratorio pago o profesional porque no conseguían mantener esa temperatura, relativamente alta.
Existen varios métodos para el revelado casero. Empezamos por el más básico pero que menos recursos técnicos conlleva: El revelado en cubetas normales, para el papel de color (nunca para el negativo ni diapositivas).

## Primera parte: revelado en color en cubetas
El revelado del papel ocupa unos dos minutos dependiendo de la marca utilizada y mantener esa temperatura en una casa no es fácil en principio; y en verano es peor porque los líquidos pueden alcanzar fácilmente la temperatura de 38 °C. Se puede realizar en una simple cubeta, con una manta eléctrica y el sistema de pruebas de temperatura. Es un método casero pero evita comprar máquinas caras y de difícil mantenimiento.
Tal sistema está basado en una manta eléctrica pequeña (de 30 x 40 cm) continuamente encendida y un termómetro en el interior de la cubeta que va colocada encima. El líquido revelador (que es el más importante en el proceso, por no decir el único) baña continuamente al termómetro, pero la manta por sí misma no es capaz de poner el líquido a 32 °C a no ser al cabo de unas horas, en las que quedaría invalidado el revelador por oxidación. Para solventar este problema, el líquido se calienta al baño María en un cubo grande en el que se introducen las botellas de revelador, que deben ser varias de 5 dl, con un calentador de resistencia (cuidado con las manos o pies descalzos) que lo pone desde un principio en 38 °C, tras una media hora.
Cuando ya se tiene a esa temperatura, se vacían dos botellas en la cubeta de 30 x 40 y se espera a que la temperatura baje hasta los 32 °C. Después se suele realizar el mantenimiento con un cartón duro, un poco mayor que la cubeta, que se va abriendo o cerrando si el líquido está muy caliente o muy frío. 
Otra forma más simple y efectiva de mantener la temperatura del revelador en 32 °C, es colocando el revelador y un termómetro en una cubeta del tamaño en que se hará la copia, y bajo esta cubeta colocar otra cubeta de mayor tamaño con agua para tener el revelador en baño maría, en la cubeta con agua colocar un calefactor o aclimatador de peceras sumergible (se compra en acuarios y vienen desde 25 a 300 vatios, calcular 1 vatio por litro de agua) regule el termostato del calefactor de peceras para que al llegar el revelador a la temperatura deseada se apague automáticamente, una vez regulado la temperatura se mantendrá estable indefinidamente. tenga en cuenta que el calefactor por sí mismo tardara mucho en calentar el agua, para levantar la temperatura del agua más rápido use un calentador de agua sumergible como los que se usan para hervir agua con 220V, introduciéndolo en el agua, (nunca en el revelador), por intervalos, hasta que el revelador tenga la temperatura deseada(recuerde leer las instrucciones de uso de ambos calefactores ya que ambos funcionan a 220v).
Una vez regulado el calefactor este mantendrá el agua del baño María a una temperatura estable por consiguiente también al revelador, solo tenga cuidado al agitar la cubeta para no derramar químicos (use guantes de látex, delantal y gafas de seguridad, los químicos son altamente corrosivos).
Con la temperatura del revelador en 32 °C, se puede comenzar con el proceso ya que el blanqueo-fijador no requiere más que 22 °C y puede estar a temperatura ambiente al igual que el tercer baño.
Exponga el papel con la ampliadora e introduzca el papel en los baños según los tiempos que especifique el fabricante de los químicos.

## Luces de seguridad para el laboratorio de color
Se pueden usar luces para controlar el revelado, sobre todo su temperatura, al contrario que en el revelado del negativo en el que no se puede usar ningún tipo de luz de ningún color. Estas luces suelen llevar el número 13 en su cristal y también existen pequeñas linternas que se venden en cualquier tienda especializada de fotografía, colgadas del cuello para ver detalles como el que tratamos y para moverse por el laboratorio. Son luces de color ámbar oscuro pero que deben estar homologadas por la empresa que las vende. No es válido fabricarse filtros de luz caseros porque dejan pasar luz sensible para el papel fotográfico.
Aun así el tiempo de observación del papel sensible, revelado en parte o sin revelar, no debe superar unos cinco segundos para evitar malformaciones en el color que no son visibles por el ojo no acostumbrado pero sí por un profesional.
Se suele colocar uno o dos faroles con el filtro n.º 13 de Kodak para la iluminación ambiental, la linterna que lleva el fotógrafo y algunos "enchufes luminosos" de los que se emplean para que los niños no tengan miedo, que se venden en cualquier tienda de electricidad. Por ir colocados a ras de suelo, en los enchufes, no hace falta que estén homologados pues la irradiación de luz que producen es mínima.

## Tipos de papel fotográfico
Existe papel normal plastificado de varias marcas (que no tiene nada que ver con el papel "fotográfico" empleado en las impresoras de color para ordenador), muy sensible a la luz roja, que lo vela, y más sensible aún a la luz amarilla del revelado del papel blanco y negro.
El otro tipo de papel es el de tipo "cibachrome" para la ampliación directa de películas inversibles (diapositivas) de gran calidad y alto precio. Este papel es más caro pero resulta más fácil de manejar por su poca exigencia de temperaturas altas. Tiene el inconveniente de su muy alto contraste; por lo que la diapositiva a fijar en papel debe ser de tonos homogénos en luces y sombras, fotografías suaves o en las que se busque el efecto artístico de ese alto contraste.
Existe papeles inversibles, más económicos que el anterior, pero que requieren un proceso de dos revelados, el primero en blanco y negro y el segundo en color, con una fase intermedia de velado del material, lo que los hace inapropiados para la mayoría de los usuarios aficionados, aunque sí de mayor control profesional.

## El filtrado del color
El positivado en color requiere de la intervención del fotógrafo para equilibrar las tres capas de que se compone; una sensible a la luz azul, otra a la verde y la última a la luz roja.
Esto sucede porque el papel no se fabrica de manera uniforme en todas sus tiradas (lo que encarecería el precio en unos niveles alarmantes), sino que tiene en cada partida más o menos tendencia a uno de los tres colores. En la foto de papel resultante esto se manifiesta en lo que se llama dominante de color que cubre la fotografía con un velo amarillento por lo general, pero que también puede ser de color cían u otros.
También influye el tipo de negativo que se haya usado, el color de la luz (temperatura de color)  y la propia luz de la ampliadora.
La manera de contrarrestar esta tendencia es introducir filtros complementarios entre la luz de la ampliadora y el papel. Se llaman complementarios porque son de los tres colores sustractivos: amarillo, magenta y cían. Al tratarse de un sistema negativo-positivo, una mayor proporción de amarillo en el filtrado produce una alteración hacia el azul en la copia. De forma análoga, una mayor presencia de magenta produce desviación hacia el verde (lo que es lo mismo que eliminar la dominante magenta), y la mayor presencia del cían una tendencia hacia el rojo.
Por lo que vemos, la dominante que muestra la prueba, en un trozo de papel, antes del positivado de la imagen definitiva que suele hacerse en papeles grandes, se corrige con un aumento del filtrado del mismo color de la dominante.